# Khatri Addouh

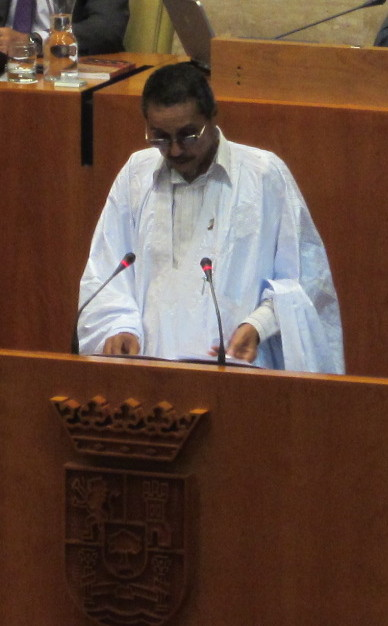
Khatri Addouh en la Asamblea de Extremadura, España.

Jatri Aduh, conocido también como Khatri Eddouh o Khatri Addouh (n. 31/08/1956) es un político saharaui, miembro del Secretariado Nacional y Responsable de la Organización Política del Frente Polisario. 
Presidente del parlamento saharaui (Consejo Nacional Saharaui) desde 2010 hasta 2018 y jefe de la delegación saharaui negociadora con Marruecos. En junio de 2016 tras la muerte de Mohamed Abdelaziz asumió de manera interina la Presidencia de la República Saharaui y la Secretaría General del Frente Polisario.

## Trayectoria
En julio de 2010 fue elegido presidente del Consejo Nacional Saharaui reemplazando a Mahfoudh Ali Beiba.
Es también miembro de la Secretaría Nacional del Frente Polisario y jefe de la delegación saharaui negociadora con Marruecos.
En 2011 fue el encargado de anunciar la detención de varias personas en relación con el secuestro de dos cooperantes españoles y un italiano en los campamentos de refugiados de Tinduf.
En 31 de mayo de 2016 tras la muerte del presidente saharaui y Secretario General del Frente Polisario Mohamed Abdelaziz asumió de manera interina los cargos hasta el nombramiento de Brahim Gali el 9 de julio de 2016.
| Predecesor: Mohamed Abdelaziz | Secretario general del Frente Polisario (Interino) 31 de mayo al 9 de julio de 2016                  | Sucesor: Brahim Gali |
| Predecesor: Mohamed Abdelaziz | 4º Presidente de la República Árabe Saharaui Democrática (Interino) 31 de mayo al 9 de julio de 2016 | Sucesor: Brahim Gali |